# فرنسيس يونغ
فرنسيس يونغ (بالإنجليزية: Francis Young)‏ هو لاعب اتحاد الرغبي نيوزلندي، ولد في 10 أكتوبر 1871 في Glenorchy, Tasmania ‏ في أستراليا، وتوفي في 2 نوفمبر 1946 في ويلينغتون في نيوزيلندا.